# Kalanchoe grandidieri
Kalanchoe grandidieri là một loài thực vật có hoa trong họ Crassulaceae. Loài này được Baill. miêu tả khoa học đầu tiên năm 1888.